# Esconde-esconde
Esconde-esconde, pique-esconde, sisconda (português brasileiro) ou escondidas (português europeu) é uma brincadeira infantil, na qual enquanto uma pessoa fica com os olhos fechados contando até certo número combinado com os participantes (geralmente 3 pessoas ou mais), os demais participantes se escondem.

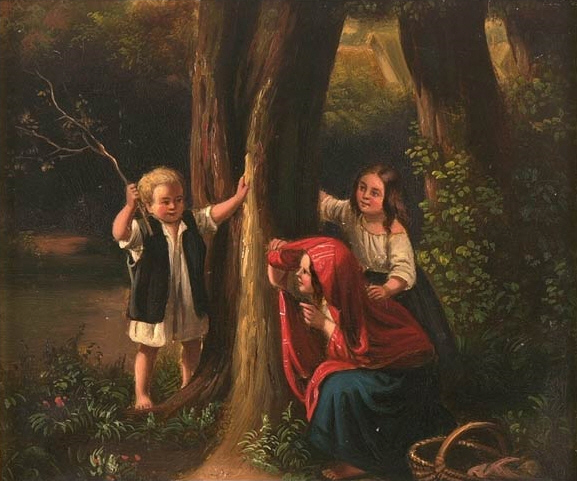
Crianças brincando de esconde-esconde em uma floresta Século XIX

É uma brincadeira antiga passada por gerações em todo o mundo através da tradição oral. Um dos jogos mais antigos que se assemelha ao Esconde-esconde é apodidraskinda, descrito pelo escritor grego Júlio Pólux no século II. Na Grécia moderna o jogo é chamado de kryfto .

## Regras
Uma pessoa escolhida conta até um certo número com os olhos fechados e as outras pessoas se escondem.  Ao terminar de contar, a pessoa que vai procurar avisa em voz alta que está indo procurar os outros. Após um tempo, caso não encontre todos, pode desistir, gritando para todos que podem sair de seus lugares e que se rende. Pode ser decidido de antemão se o primeiro a ter sido encontrado será quem vai procurar os outros na próxima rodada do jogo ou se será o último que foi pego.

### Variações da brincadeira
- Esconde-esconde com uma base/pique: quem estiver escondido tem que sair do esconderijo e retornar para a base/pique, arriscando ser pego no trajeto. Quem conseguir voltar para a base sem ser pego, não perde o jogo[4]. Numa pequena variação, quando quem procurar encontra um jogador, grita seu nome e corre para o pique, onde deve bater três vezes, gritando: "Fulano (nome do jogador encontrado) , 1, 2, 3".  Para se salvar, o jogador encontrado deve ser rápido o suficiente para chegar ao pique primeiro. Se não conseguir, está fora da jogada. Os escondidos podem se arriscar sair do esconderijo e correr para o pique, gritando também "Fulano, 1, 2, 3"[1].
- Sardinha: é o contrário do esconde-esconde tradicional. Uma pessoa se esconde e as outras vão procurar. Quem encontrar vai se escondendo junto - ficando todos espremidos como "sardinhas". O último a encontrar, perde[6] ou, em outra variação, o primeiro que encontrou pode ser o primeiro a esconder-se na próxima rodada[7].
- Esconde-esconde com prisão: quem for encontrado é levado para a "prisão" (pode ser uma varanda, um cômodo da casa ou uma área pré-definida). Quem não foi encontrado ainda pode se arriscar a libertar alguém da prisão para todos poderem se esconder novamente[8].
- Esconde-esconde de equipes: opção para um grupo grande de para ser realizada em área externa. Montam-se duas equipes de pelo menos 4 participantes. Cada equipe terá a sua própria base e a equipe deve se esconder perto da base da equipe inimiga. Um de cada equipe fica para procurar as pessoas da equipe oposta. Os participantes que se esconderam devem chegar à sua base sem serem pegos[8].